# Parma Volley Girls 2010-2011
Questa voce raccoglie le informazioni riguardanti il Parma Volley Girls nelle competizioni ufficiali della stagione 2010-2011.

## Organigramma societario
Area direttiva
- Presidente: Paolo Borelli

Area tecnica
- Allenatore: Bruno Napolitano
- Allenatore in seconda: Luca Chiappini
- Scout man: Dino Guadalupi

Area sanitaria
- Medico: Pietro Cavazzini
- Preparatore atletico: Silvano Cosentino, Antonio Votero Prina
- Fisioterapista: Luana Camisa

## Rosa
| N° | Nome                    | Ruolo | Data di nascita   | Nazionalità sportiva |
| -- | ----------------------- | ----- | ----------------- | -------------------- |
| 1  | Elisa Martini           | L     | 16 dicembre 1992  | Italia               |
| 2  | Maria Pia Romanò        | C     | 13 febbraio 1976  | Italia               |
| 4  | Mila Montani            | C     | 14 gennaio 1988   | Italia               |
| 5  | Nataša Ševarika         | S     | 27 gennaio 1988   | Serbia               |
| 7  | Andrea Conti            | O     | 30 ottobre 1982   | Italia               |
| 8  | Lulama Musti De Gennaro | C     | 21 gennaio 1983   | Italia               |
| 9  | Giulia Pincerato        | P     | 16 marzo 1987     | Italia               |
| 10 | Giulia Gibertini        | L     | 30 settembre 1984 | Italia               |
| 12 | Anna Grizzo             | S     | 8 marzo 1984      | Italia               |
| 13 | Eleonora Conti          | P     | 6 giugno 1988     | Italia               |
| 14 | Elisa Cella             | S     | 4 giugno 1982     | Italia               |
| 15 | Jana Šenková            | S     | 11 luglio 1982    | Rep. Ceca            |
| 17 | Roberta Brusegan        | C     | 14 gennaio 1986   | Italia               |

## Risultati

### Serie A2

#### Girone di andata
| 1ª giornata - 17 ottobre 2010 PalaRaschi, Parma                | Parma          | 3 - 0 | Forlì               | 25-16, 25-17, 25-18        |
| 2ª giornata - 24 ottobre 2010 PalaSerenelli, Loreto            | Loreto         | 1 - 3 | Parma               | 25-22, 12-25, 22-25, 21-25 |
| 3ª giornata - 31 ottobre 2010 PalaRaschi, Parma                | Parma          | 3 - 0 | San Vito            | 25-16, 25-14, 25-20        |
| 4ª giornata - 7 novembre 2010 PalaOlimpia, Verona              | Verona         | 0 - 3 | Parma               | 19-25, 16-25, 16-25        |
| 5ª giornata - 14 novembre 2010 PalaRaschi, Parma               | Parma          | 3 - 1 | Pontecagnano Faiano | 23-25, 25-16, 25-20, 25-11 |
| 6ª giornata - 21 novembre 2010 Palazzetto dello Sport, Giaveno | Cuatto Giaveno | 1 - 3 | Parma               | 28-26, 22-25, 22-25, 9-25  |
| 7ª giornata - 28 novembre 2010 PalaRaschi, Parma               | Parma          | 3 - 0 | RDM Pomezia         | 25-20, 25-18, 31-29        |
| 8ª giornata - 5 dicembre 2010 PalaBertoni, Crema               | Crema          | 0 - 3 | Parma               | 19-25, 14-25, 22-25        |
| 9ª giornata - 12 dicembre 2010 PalaScoppa, Soverato            | Soverato       | 1 - 3 | Parma               | 20-25, 25-19, 19-25, 16-25 |
| 10ª giornata - 19 dicembre 2010 PalaRaschi, Parma              | Parma          | 3 - 1 | Chieri              | 20-25, 25-23, 25-14, 25-12 |
| 11ª giornata - 26 dicembre 2010 PalaRaschi, Parma              | Parma          | 3 - 1 | Busnago             | 25-18, 25-23, 19-25, 25-18 |
| 12ª giornata - 9 gennaio 2011 PalaSassi, Matera                | Time Matera    | 1 - 3 | Parma               | 29-31, 27-25, 23-25, 25-22 |
| 13ª giornata - 15 gennaio 2011 PalaRaschi, Parma               | Parma          | 3 - 0 | Santa Croce         | 25-19, 25-18, 25-14        |

#### Girone di ritorno
| 14ª giornata - 23 gennaio 2011 PalaRomiti, Forlì                      | Forlì               | 0 - 3 | Parma          | 16-25, 18-25, 17-25               |
| 15ª giornata - 30 gennaio 2011 PalaRaschi, Parma                      | Parma               | 3 - 0 | Loreto         | 32-30, 25-23, 25-12               |
| 16ª giornata - 6 febbraio 2011 PalaMacchitella, San Vito dei Normanni | San Vito            | 2 - 3 | Parma          | 20-25, 16-25, 25-23, 28-26, 7-15  |
| 17ª giornata - 13 febbraio 2011 PalaRaschi, Parma                     | Parma               | 3 - 0 | Verona         | 25-11, 25-14, 25-19               |
| 18ª giornata - 20 febbraio 2011 PalaBerlinguer, Bellizzi              | Pontecagnano Faiano | 0 - 3 | Parma          | 21-25, 21-25, 17-25               |
| 19ª giornata - 27 febbraio 2011 PalaRaschi, Parma                     | Parma               | 3 - 0 | Cuatto Giaveno | 25-13, 25-17, 25-20               |
| 20ª giornata - 5 marzo 2011 Olimpia Palace, Pomezia                   | RDM Pomezia         | 0 - 3 | Parma          | 16-25, 18-25, 23-25               |
| 21ª giornata - 20 marzo 2011 PalaRaschi, Parma                        | Parma               | 3 - 1 | Crema          | 25-11, 20-25, 25-16, 25-19        |
| 22ª giornata - 27 marzo 2011 PalaRaschi, Parma                        | Parma               | 3 - 0 | Soverato       | 25-13, 25-16, 25-22               |
| 23ª giornata - 3 aprile 2011 PalaMaddalene, Chieri                    | Chieri              | 3 - 1 | Parma          | 25-27, 25-15, 25-15, 25-19        |
| 24ª giornata - 10 aprile 2011 PalaBusnago, Busnago                    | Busnago             | 3 - 1 | Parma          | 13-25, 25-16, 30-28, 25-18        |
| 25ª giornata - 17 aprile 2011 PalaRaschi, Parma                       | Parma               | 3 - 2 | Time Matera    | 25-10, 25-19, 21-25, 22-25, 15-12 |
| 26ª giornata - 23 aprile 2011 PalaParenti, Santa Croce sull'Arno      | Santa Croce         | 3 - 1 | Parma          | 21-25, 25-22, 25-16, 25-11        |

### Coppa Italia di Serie A2

#### Fase a eliminazione diretta
| Quarti di finale (andata) - 26 gennaio 2011 PalaParenti, Santa Croce sull'Arno | Santa Croce | 3 - 1 | Parma       | 18-25, 25-21, 25-21, 25-21 |
| Quarti di finale (ritorno) - 2 febbraio 2011 PalaRaschi, Parma                 | Parma       | 1 - 3 | Santa Croce | 21-25, 25-18, 18-25, 20-25 |

## Statistiche

### Statistiche di squadra
| Competizione             | Punti | In casa | In casa | In casa | In trasferta | In trasferta | In trasferta | Totale | Totale | Totale |
| Competizione             | Punti | G       | V       | P       | G            | V            | P            | G      | V      | P      |
| ------------------------ | ----- | ------- | ------- | ------- | ------------ | ------------ | ------------ | ------ | ------ | ------ |
| Serie A2                 | 67    | 13      | 13      | 0       | 13           | 10           | 3            | 26     | 23     | 3      |
| Coppa Italia di Serie A2 | -     | 1       | 0       | 1       | 1            | 0            | 1            | 2      | 0      | 2      |
| Totale                   | -     | 14      | 13      | 1       | 14           | 10           | 4            | 28     | 23     | 5      |

G = partite giocate; V = partite vinte; P = partite perse

### Statistiche dei giocatori
| Giocatore           | Serie A2 | Serie A2 | Serie A2 | Serie A2 | Serie A2 | Coppa Italia di Serie A2 | Coppa Italia di Serie A2 | Coppa Italia di Serie A2 | Coppa Italia di Serie A2 | Coppa Italia di Serie A2 | Totale | Totale | Totale | Totale | Totale |
| Giocatore           | P        | PT       | AV       | MV       | BV       | P                        | PT                       | AV                       | MV                       | BV                       | P      | PT     | AV     | MV     | BV     |
| ------------------- | -------- | -------- | -------- | -------- | -------- | ------------------------ | ------------------------ | ------------------------ | ------------------------ | ------------------------ | ------ | ------ | ------ | ------ | ------ |
| R. Brusegan         | 20       | 193      | ?        | ?        | ?        | 2                        | 10                       | 5                        | 5                        | 0                        | 22     | 203    | ?      | ?      | ?      |
| E. Cella            | 23       | 275      | ?        | ?        | ?        | 2                        | 22                       | 20                       | 2                        | 0                        | 25     | 297    | ?      | ?      | ?      |
| A. Conti            | 26       | 380      | ?        | ?        | ?        | 2                        | 31                       | 30                       | 1                        | 0                        | 28     | 411    | ?      | ?      | ?      |
| E. Conti            | 26       | 1        | ?        | ?        | ?        | 2                        | 0                        | 0                        | 0                        | 0                        | 28     | 1      | ?      | ?      | ?      |
| G. Gibertini        | 25       | 0        | 0        | 0        | 0        | 2                        | 0                        | 0                        | 0                        | 0                        | 27     | 0      | 0      | 0      | 0      |
| A. Grizzo           | 26       | 36       | ?        | ?        | ?        | 2                        | 4                        | 4                        | 0                        | 0                        | 28     | 40     | ?      | ?      | ?      |
| E. Martini          | 5        | 0        | 0        | 0        | 0        | 0                        | 0                        | 0                        | 0                        | 0                        | 5      | 0      | 0      | 0      | 0      |
| M. Montani          | 15       | 51       | ?        | ?        | ?        | 1                        | 1                        | 1                        | 0                        | 0                        | 16     | 52     | ?      | ?      | ?      |
| L. Musti De Gennaro | 24       | 266      | ?        | ?        | ?        | 2                        | 11                       | 8                        | 3                        | 0                        | 26     | 277    | ?      | ?      | ?      |
| G. Pincerato        | 25       | 72       | ?        | ?        | ?        | 2                        | 6                        | 3                        | 3                        | 0                        | 27     | 78     | ?      | ?      | ?      |
| M. Romanò           | 13       | 27       | ?        | ?        | ?        | 2                        | 11                       | 7                        | 4                        | 0                        | 15     | 38     | ?      | ?      | ?      |
| J. Šenková          | 26       | 368      | ?        | ?        | ?        | 2                        | 37                       | 34                       | 3                        | 0                        | 28     | 405    | ?      | ?      | ?      |
| N. Ševarika         | 17       | 49       | ?        | ?        | ?        | 2                        | 2                        | 2                        | 0                        | 0                        | 19     | 51     | ?      | ?      | ?      |

P = presenze; PT = punti totali; AV = attacchi vincenti; MV = muri vincenti; BV = battute vincenti